# Nanjiang

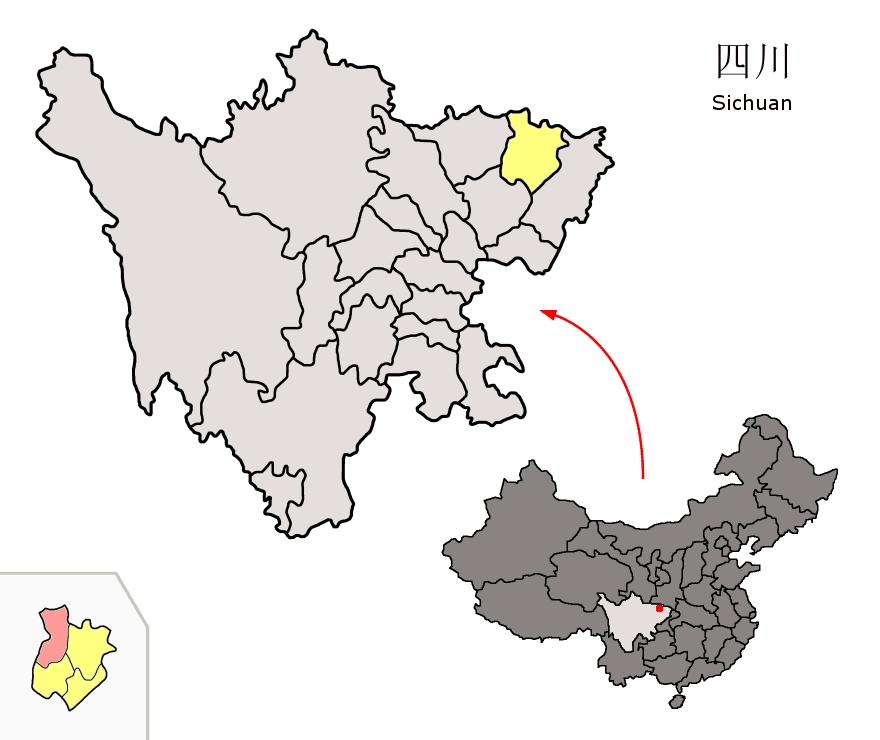
Lage des Kreise Nanjiang (rosa) im Gebiet der Stadt Bazhong (gelb).

Der Kreis Nanjiang (chinesisch 南江县, Pinyin Nánjiāng Xiàn) ist ein Kreis in der chinesischen Provinz Sichuan. Er gehört zum Verwaltungsgebiet der bezirksfreien Stadt Bazhong. Er hat eine Fläche von 3.271 km² und zählt 467.609 Einwohner (Stand: Zensus 2020). Sein Hauptort ist die Großgemeinde Nanjiang (南江镇).

## Administrative Gliederung
Auf Gemeindeebene setzt sich der Kreis aus elf Großgemeinden und sechsunddreißig Gemeinden zusammen. 